# Mauricio Romero (meksykański piłkarz)
Mauricio Romero Alvizu (ur. 2 lutego 1983 w Leónie) – meksykański piłkarz występujący na pozycji napastnika, obecnie zawodnik Chiapas.

## Kariera klubowa
Romero jest wychowankiem akademii juniorskiej zespołu Club Atlas z siedzibą w mieście Guadalajara. Jeszcze zanim został włączony do pierwszej drużyny, udał się na kilkumiesięczne wypożyczenie do drugoligowej ekipy Trotamundos de Tijuana. Po powrocie do swojej macierzystej ekipy zadebiutował w meksykańskiej Primera División w wieku dwudziestu jeden lat za kadencji szkoleniowca Sergio Bueno, 21 sierpnia 2004 w przegranym 0:1 spotkaniu z Pueblą. Premierowego gola w najwyższej klasie rozgrywkowej strzelił natomiast 6 marca 2005 w przegranej 2:3 konfrontacji z Pumas UNAM, jednak nie potrafił sobie wywalczyć miejsca w wyjściowym składzie drużyny, występując głównie w rezerwach. W barwach jednej z filii Atlasu, Coyotes de Sonora z miasta Hermosillo, w jesiennym sezonie Apertura 2005 został królem strzelców drugiej ligi meksykańskiej z szesnastoma bramkami na koncie. W styczniu 2006 został wypożyczony na okres sześciu miesięcy do zespołu Monarcas Morelia, gdzie pełnił jednak rolę głębokiego rezerwowego.
Wiosną 2007, również na zasadzie wypożyczenia, Romero zasilił drugoligową drużynę Puebla FC, gdzie był niemal wyłącznie rezerwowym zawodnikiem, lecz na koniec rozgrywek 2006/2007 awansował z nią do najwyższej klasy rozgrywkowej. On sam pozostał jednak w drugiej lidze, udając się na wypożyczenie do Club León, gdzie z kolei miał niepodważalne miejsce w pierwszej jedenastce i w sezonie Apertura 2007 ponownie wywalczył tytuł króla strzelców rozgrywek Primera División A, tym razem zdobywając czternaście goli. Jego udane występy zaowocowały powrotem do pierwszej ligi; na początku 2008 roku został wypożyczony do ekipy Atlante FC z siedzibą w Cancún, gdzie spędził pół roku bez większych sukcesów. W styczniu 2009 przeszedł do klubu Tigres UANL z miasta Monterrey, lecz już po upływie sześciu miesięcy na zasadzie wypożyczenia przeniósł się do drugoligowego Club Necaxa z siedzibą w Aguascalientes. Tam grał przez kolejny rok, wygrywając rozgrywki drugiej ligi w sezonie Apertura 2009, a także pół roku później, podczas sezonu Bicentenario 2010, dzięki czemu jego drużyna na koniec rozgrywek 2009/2010 awansowała na najwyższy szczebel.
W połowie 2010 roku Romero podpisał umowę z kolejnym drugoligowcem, Tiburones Rojos de Veracruz, gdzie zanotował udany rok, jako czołowy zawodnik docierając do finału Liga de Ascenso w sezonie Apertura 2010, a w późniejszym czasie powrócił do swojego macierzystego Club Atlas. Po roku spędzonym tam w roli rezerwowego ponownie został zawodnikiem Tiburones Rojos de Veracruz, tym razem na zasadzie wypożyczenia, jednak tym razem nie zdołał odnieść żadnych sukcesów w drugiej lidze meksykańskiej. Po upływie sześciu miesięcy spędzonych w portowym mieście udał się na kolejne wypożyczenie, do drugoligowej ekipy Dorados de Sinaloa z siedzibą w mieście Culiacán. Tam także spędził pół roku, a następnie został ściągnięty przez Sergio Bueno – swojego byłego trenera z Atlasu, Morelii, Leónu i Veracruz – do klubu Chiapas FC z miasta Tuxtla Gutiérrez. Tam przez pierwszy rok występował na zasadzie wypożyczenia i jako rezerwowy, po czym dołączył do ekipy na zasadzie transferu definitywnego.
| Sezon     | Klub                        | Kraj   | Rozgrywki  | Mecze | Bramki |
| --------- | --------------------------- | ------ | ---------- | ----- | ------ |
| 2003/2004 | Trotamundos de Tijuana      | Meksyk | Ascenso MX | 5     | 0      |
| 2004/2005 | Club Atlas                  | Meksyk | Liga MX    | 14    | 1      |
| 2005/2006 | Club Atlas                  | Meksyk | Liga MX    | 2     | 0      |
| 2005/2006 | Monarcas Morelia            | Meksyk | Liga MX    | 4     | 0      |
| 2006/2007 | Club Atlas                  | Meksyk | Liga MX    | 5     | 1      |
| 2006/2007 | Puebla FC                   | Meksyk | Ascenso MX | 10    | 1      |
| 2007/2008 | Club León                   | Meksyk | Ascenso MX | 19    | 17     |
| 2007/2008 | Atlante FC                  | Meksyk | Liga MX    | 5     | 1      |
| 2008/2009 | Club Atlas                  | Meksyk | Liga MX    | 7     | 1      |
| 2008/2009 | Tigres UANL                 | Meksyk | Liga MX    | 9     | 1      |
| 2009/2010 | Club Necaxa                 | Meksyk | Ascenso MX | 32    | 8      |
| 2010/2011 | Tiburones Rojos de Veracruz | Meksyk | Ascenso MX | 36    | 14     |
| 2011/2012 | Club Atlas                  | Meksyk | Liga MX    | 17    | 3      |
| 2012/2013 | Tiburones Rojos de Veracruz | Meksyk | Ascenso MX | 10    | 3      |
| 2012/2013 | Dorados de Sinaloa          | Meksyk | Ascenso MX | 12    | 1      |
| 2013/2014 | Chiapas FC                  | Meksyk | Liga MX    | 15    | 4      |
| 2014/2015 | Chiapas FC                  | Meksyk | Liga MX    |       |        |